# Antoine Le Picard de Phélippeaux
(Napoleone Bonaparte)
Louis-Edmond Antoine Le Picard de Phélippeaux, principalmente indicato come Antoine de Phélippeaux (Angles-sur-l'Anglin, 1º aprile 1767 – San Giovanni d'Acri, 1º maggio 1799), è stato un nobile e militare francese.
Essendo un ufficiale d'artiglieria reale, fedele all'ancien régime e quindi contrario alle idee rivoluzionarie, emigrò e passò al servizio della Gran Bretagna. Nemico per tutta la vita di Napoleone Bonaparte e dello stato in Francia, è meglio conosciuto per essere stato il primo a sconfiggere il futuro imperatore dei francesi nel tentativo di difendere l'Egitto, risolvendo la questione una volta per tutte.

## Biografia

### I primi anni
Figlio unico di Louis Le Picard de Phélippeaux (1727-1776), che era un ufficiale nel reggimento di fanteria di Fleury e un monarchico, e di Louise de la Chastre (1738-1767), apparteneva a una delle più vecchie famiglie della provincia di Poitou. Fu battezzato il giorno stesso in cui nacque. La madre si riprese male dalla nascita del figlio e morì tre mesi dopo, l'8 luglio. Avendolo il padre lasciato orfano molto giovane, il 26 agosto 1776, fu accolto dallo zio paterno, Edmond de Phélippeaux.

### L'accademia militare
Venne mandato molto presto, il 30 aprile 1779, alla scuola militare reale di Pontlevoy, dove fece eccellenti studi. Passò il 29 settembre 1781 alla scuola militare reale di Parigi, e venne notato per la sua attitudine e la sua condotta. Il giovane Napoleone Bonaparte allora vi si trovava, avevano pressappoco la stessa età, ma caratteri opposti: l'uno allegro, franco e aperto; l'altro cupo, selvaggio e chiuso. Avevano in comune solo la fermezza che sembrava quasi rigidezza.
Compagni e acerrimi rivali di collegio, c'erano molte ragioni per questo. In primo luogo, Phélippeaux proveniva da un'antica famiglia nobile, che disprezzava i popolani emergenti, ai quali classificò immediatamente il nuovo arrivato, poiché considerava tutti i corsi pastori e viticoltori. In secondo luogo, i suoi ricchi genitori dovevano pagare a caro prezzo l'istruzione del figlio (duemila franchi all'anno), mentre Napoleone era uno dei pochi borsisti che studiavano gratuitamente. In terzo luogo, aveva due anni più di Napoleone e allora esisteva una sorta di "nonnismo" nelle istituzioni militari. In quarto luogo, era uno dei migliori studenti della classe del famoso professore Gaspard Monge, in cui Napoleone entrò, e non permise la minima concorrenza. Napoleone non aveva mai favorito Phélippeaux a causa della gelosia per la sua superba prestazione in classe. Frequenti occasioni di rivalità non fecero che accrescere l'antipatia che provavano.
Secondo il mito napoleonico, a un certo punto durante le ore di studio, essendo seduto in mezzo a loro, il sergente maggiore della scuola Picot de Peccaduc si intromise fra i due allievi nemici cadetti, per impedire loro di darsi calci sotto il tavolo e, di conseguenza, ricevette dei colpi da entrambi. Per questi calci furiosi, gli effetti della loro inconciliabile inimicizia, avevano tutti le gambe nere. Alla scuola militare, ai due furono insegnate le stesse strategie di guerra.
Prendeva sovente in giro Napoleone per i suoi scarsi profitti nello studio e ne conosceva bene i lati deboli, solito a disordinati colpi di testa, facilmente prevedibili ed estremamente costosi in termini di vite umane, che il suo avversario, accecato dalle sue ambizioni, non teneva mai in gran conto. Nei diversi concorsi dove si trovarono in rivalità l'uno con l'altro, Phélippeaux fu sempre in vantaggio. Con il regolamento del 21 gennaio 1779, era usanza presentare ogni anno al conte di Provenza quattro candidati scelti fra gli allievi più emergenti, e il principe ne sceglieva due ai quali dava la croce di Nostra Signora del Monte Carmelo e di San Lazzaro. Il nome di Phélippeaux si trovò il secondo sulla lista, e quello di Napoleone terzo. Il primo venne preferito, e l'ultimo venne escluso.
Napoleone e Phélippeaux si presentarono insieme al difficile esame finale di aritmetica, geometria e algebra con il famoso Laplace del 1º settembre 1785, per l'artiglieria che stranamente sognavano, mentre gli allievi della scuola erano più attratti dalla bella e nobile cavalleria, e lo superarono entrambi con successo al primo tentativo di doppia apertura. Ma l'ascendente di Phélippeaux non si smentì: precedette immediatamente il suo eterno rivale nelle promozione seguente, posizionandosi al 41º posto in graduatoria e Napoleone 42º su 58 candidati. Il primo era invece Picot de Peccaduc, arrivato 39°, e il quarto Alexandre des Mazis, arrivato 56°. Mazis fu amico di Napoleone, invece Phélippeaux e Peccaduc, che erano sempre stati migliori di lui, divennero i suoi mortali nemici realisti e riuscirono anche a sconfiggerlo nelle guerre napoleoniche.

### La rivoluzione francese

#### Le campagne militari
Dopo la scuola, nel 1786, venne nominato secondo tenente e assegnato al reggimento di artiglieria di Besançon. Promosso capitano a Douai, comandò una delle batterie che, il 12 luglio 1789, durante lo scontro tra la rivolta e i dragoni del principe di Lambesc, doveva disperdere la folla raggruppata sulla piazza Luigi XV, se il barone de Besenval avesse fatto il suo dovere. Attese invano l'ordine di mitragliare e, non ricevendolo, rabbrividì di rabbia. Questo ufficiale di grande coraggio, spirito ardito e penetrante, accoppiava l'ardore e l'attività con la prudenza, e mostrò in una carriera di pochi anni grande abilità militare. Soldato modello dell'ancien régime, allo scoppio della rivoluzione, combatté adeguatamente per la sua posizione al fianco dei realisti.
Essendo un feroce e convinto realista, nativo della Vandea, profondamente legato al suo paese e ai Borboni, nel settembre 1790 si dimise dalla sua commissione e, il 1º ottobre 1791, dopo essere stato nominato primo tenente ad aprile, come la maggior parte dei suoi ex compagni di classe che avevano giurato fedeltà solo al re Luigi XVI, fu costretto a emigrare dalla Francia in Gran Bretagna. Odiava la rivoluzione che rovesciò il suo re, e con esso le leggi e la religione, e dava, a suo parere, nient'altro che anarchia in cambio. La definì una farsa ridicola, in cui i servi decisero improvvisamente di diventare padroni, e diede la sua parola di combattere tutto ciò che la personificava.
Fece la campagna del 1792, all'esercito dei principi: si trovava alle battaglie di Valmy e di Jemmapes, dove uccise dei soldati francesi. Venne licenziato e passò a servire il duca d'Enghien come tenente generale nell'esercito realista del principe di Condé contro la repubblica francese. Nel 1795, rientrò in Francia con Duprat e Beaumanoir-de-Langle, per servirvi la causa reale nel Berry. Nel 1796, a tre leghe da Orléans, liberarono tre emigrati che venivano condotti a Parigi.

#### La rivolta di Sancerre
All'inizio del 1796, una rivolta realista fu svolta contro le autorità rivoluzionarie della città di Sancerre. A capo dell'esercito cattolico e reale vi era Phélippeaux, nominato aiutante-generale e soprannominato dai suoi amici La Vendée Sancerroïse, e questa azione faceva parte del movimento degli chouan che dilagavano nell'ovest della Francia. Il suo scopo era quello di contribuire al ritorno della monarchia francese, stabilendo sul trono Luigi XVIII. Oltre a lui vi era un personaggio molto importante: l'abate Antoine Buchet, parroco proveniente da Jalognes, che si era rifiutato di prestare giuramento davanti ai rivoluzionari. L'esercito di Phélippeaux era composto da circa 1 500 uomini, di cui 900 paesani. L'altra parte era proveniente da Orléans e Vandea. I suoi avversari, invece, di cui a capo vi era il generale Desenfans, stesso nome di cui si chiama l'esercito, ebbero 2 500 soldati di campo.
Nel marzo 1796, le truppe reali occuparono Sancerre, che fu inizialmente prefissata per il 15 aprile. Fu la sera dell'11 aprile che l'esercito di Phélippeaux, composto da circa 1 300 uomini, lasciò Sancerre, posto che occupò il 2 aprile. L'esercito era suddiviso in tre colonne che, per tre percorsi differenti, dovevano raggiungere il luogo d'incontro. Il meno forte di queste colonne fu quello che andò nel villaggio di Sens Beaujeu, che fu composto da duecento uomini con carrozze e munizioni. Gli altri due dovevano raggiungere Jars, percorrendo tuttavia percorsi differenti. Un soldato blu disertore, Chigot, fu la spia inviata dal generale repubblicano Desenfans. Una volta conosciuto l'itinerario delle tre colonne che dovevano raggiungere a Jars, rientrò dai Desenfans per informare della marcia dell'esercito di Phélippeaux. Questo fu ciò che permise ai Desenfans di allungare l'agguato di Sens-Beaujeu la mattina di martedì 12 aprile 1796, conclusosi con l'uccisione dei realisti a causa della morte del cappellano volontario dell'esercito reale.

#### La sconfitta dei realisti
Combatté diverse battaglie dove uscì sempre in vantaggio, ma la sconfitta di Quiberon paralizzò gli sforzi dei realisti. Alla testa del suo squadrone, non poté mostrarsi se non al momento in cui la Vandea soccombeva. Ritornò allora a Orléans, dove si sforzò di rianimare lo zelo dei difensori della monarchia assoluta, ma fu denunciato e arrestato il 12 giugno 1796 dal generale repubblicano Simon Canuel e dalla 6ª demi-brigade di fanteria di linea. Si ammalò e, appena convalescente, venne mandato a Bourges, quando una delle sue parenti lo fece evadere.
Si tenne nascosto fino a dopo il 18 fruttidoro anno V (1797). Allora raggiunse l'armata del principe di Condé, che si trovava nei pressi del lago di Costanza. Si diresse verso la Russia, dove non ritenne opportuno accompagnarla. Ritornò a Parigi.

#### L'esercito inglese
Il suo soggiorno in quella città coincise con la spettacolare evasione di sir Sidney Smith, detenuto alla prigione del Tempio. Il 24 aprile 1798, Smith fu rimesso in libertà, per ordine firmato del ministro della marina e delle colonie. Qualche ora più tardi ci si rese conto che si trattava di un falso ordine, comprato per 60.000 franchi da Phélippeaux, documento che venne presentato da quest'ultimo, mascherato da un commissario di polizia, e da quattro dei suoi amici che fece mascherare in gendarmi. Aveva comprato la complicità della figlia del guardiano e, per mezzo suo, lo aveva raggirato.
Arrivò, senza incidenti, col suo protetto a Londra, dove il popolo sciolse i cavalli e trainò la loro carrozza. La grande riconoscenza di sir Sidney Smith valse a Phélippeaux il grado di colonnello del servizio britannico, che l'influenza dell'ammiraglio inglese gli fece ottenere da eroe. Da quel momento, sir Sidney Smith e Phélippeaux divennero amici inseparabili e ambedue servirono nella Mediterranean Fleet dell'ammiraglio Nelson finché a Smith fu affidato, con la qualifica di commodoro, il comando della squadra di blocco della costa egiziana.

### Le guerre napoleoniche

#### L'assedio di San Giovanni d'Acri

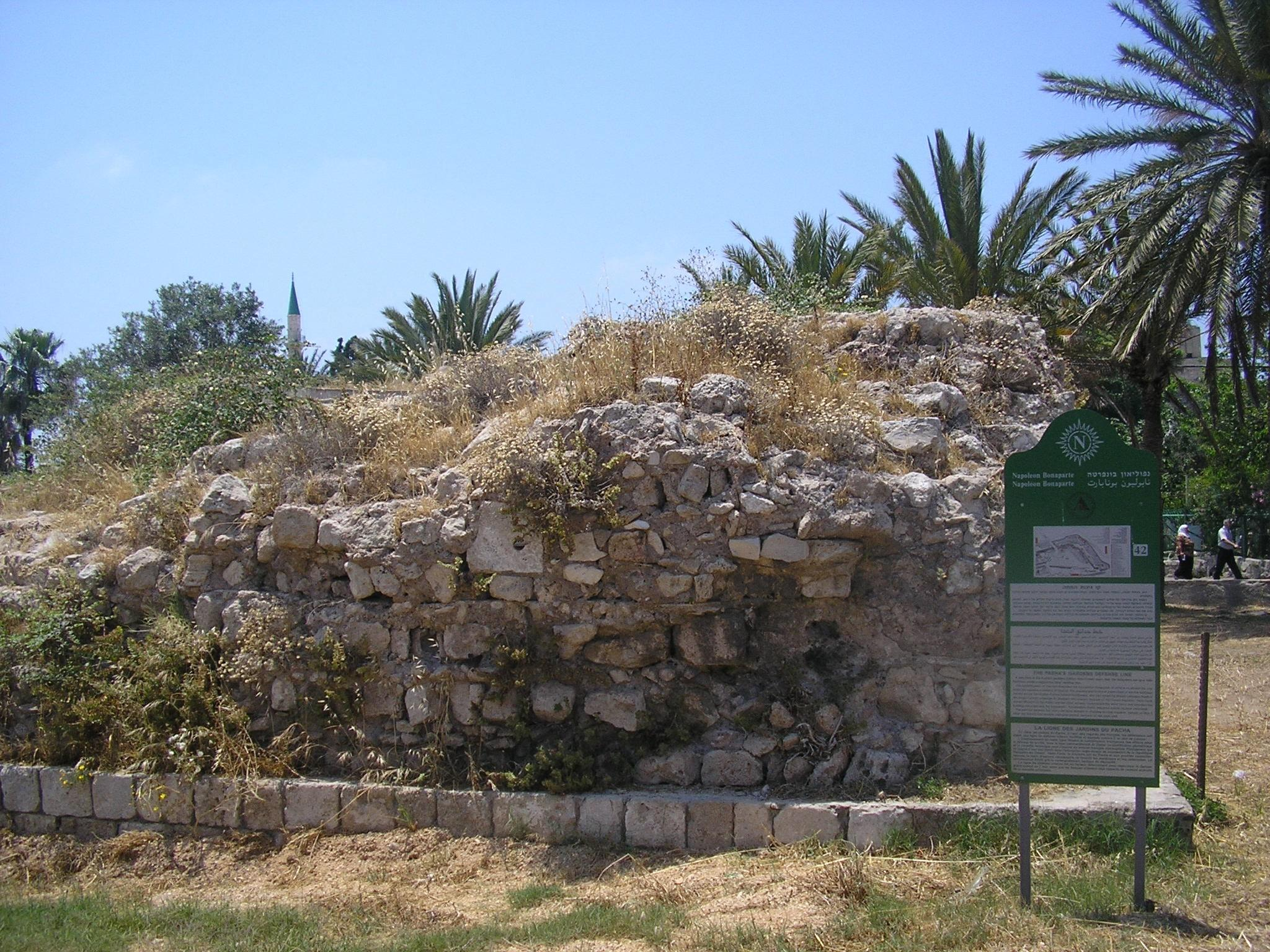
I resti della linea di fortificazione interna eretta da Farkhi e Phélippeaux all'interno delle mura di Acri.

Sir Sidney Smith ricevette un comando nel Mar Mediterraneo e Phélippeaux lo accompagnò nella sua missione diplomatica a Costantinopoli. In Siria, l'ammiraglio era determinato a difendere San Giovanni d'Acri, nell'impero ottomano, che il generale in capo, l'invincibile Napoleone Bonaparte, si accingeva ad attaccare durante la campagna d'Egitto. Non avendo con lui nessun ufficiale, né genio, né artiglieria, incaricò Phélippeaux di dirigere le operazioni. Agli inizi di marzo 1799, la fortezza era agli ordini di Djezzar Pacha ma, in realtà, la difesa era assicurata principalmente da sir Sidney Smith, con diversi vascelli britannici, e da Phélippeaux.
Opponendo i due vecchi allievi di fronte a questa città, sempre nemici e rivali, quell'ex abilissimo ufficiale d'artiglieria ed esperto ingegnere fece di tutto per resistere contro il nemicissimo generale emergente dell'esercito rivoluzionario, a quel tempo il rappresentante di maggior successo del nuovo sistema che odiava e voleva essere proprio lui a tarpargli le ali: contribuì fortemente alla difesa, montando personalmente una seconda linea di fortificazioni all'interno delle mura medievali e potenziando l'artiglieria della fortezza con dei pezzi di artiglieria. I francesi vollero in principio attaccare a viva forza, ma ben presto sentirono la necessità di fare un assedio in piena regola, e avanzarono assai vicino al dirupo. Ma erano sprovvisti di artiglieria pesante e gli assediati, che avevano fatto saltare i loro lavori per ben due volte, non esitarono a togliere l'assedio, il 20 maggio 1799, dopo ben 61 giorni di trincea aperta. Un dato interessante: fu Phélippeaux che, durante le trattative che spesso avvenivano in trincea, informò Napoleone sulla formazione della seconda coalizione, ma non si erano incontrati di nuovo personalmente.
A causa dell'astio personale che aveva nei suoi confronti e un assurdo desiderio di rivalsa, Napoleone si accanì tanto contro la città, sacrificando inutilmente centinaia di soldati pur di vincere. Phélippeaux spiava le loro mosse: afferrò l'istante propizio, fece una uscita con i due terzi della sua guarnigione e piombò su di loro con forte impeto. Questo improvviso attacco aumentò la loro confusione e la loro ritirata si trasformò ben presto in disfatta. Il vincitore, che sfidò il suo nemico personale e rovinò tutti i suoi piani, si accingeva a seguirli per tormentarli, ma egli stesso giungeva al termine della sua vita.

#### La morte
Ironia della sorte, il migliore difensore di Acri morì in seguito a quell'assedio di peste o di un esaurimento organico il 1º maggio 1799, senza poter gioire per la sua grande vittoria sugli eserciti napoleonici, ma questo Napoleone non lo sapeva. È certo che i suoi consigli e le sue operazioni militari contribuirono notevolmente alla resistenza di San Giovanni d'Acri, davanti alla quale venne a cadere la fortuna del vincitore dell'Oriente, e questa circostanza ha dato celebrità al suo nome. Naturalmente, non aveva provato alcun rimorso allo stesso tempo. Il novizio-cavaliere dell'ordine di San Lazzaro, così facendo, fece quello che gli era stato assegnato: difendere la monarchia.

## Nella cultura di massa

### Letteratura
- Olivier Weber, La lettera rossa, romanzo storico, serie Oro Piemme, 2007.
- Pascal Davoz, Jacques Martin, Jean Torton, Napoleone, Historica Biografie, Mondadori, 2019.

### Cinema
- Napoleone (1927), interpretato da Petit Vidal.